# Planticrub
Ein Planticrub (manchmal auch Planticrue) ist eine zumeist kleine, runde oder rechteckige trocken-ummauerte Struktur auf den Shetlandinseln in Schottland.
Planticrubs wurden erbaut, um Jungpflanzen, hauptsächlich dem von Croftern gezüchteten Grünkohl, einen Windschutz zu bieten. Solche eingangslosen Ummauerungen befinden sich beispielsweise bei Brunthill, Cloka Burn, Grutquoy, Heogapund, Lokati Kame und Mail Road End – dort mit Horizontalwassermühle.